# 白羊寺站
白羊寺站（：／ Baegyangsa yeok */?）是位于韩国全罗南道長城郡北二面白羊路的一个车站，属于湖南线。

## 历史
- 1914年1月11日 - 以四街里站的名称落成使用[3][4]。
- 1917年2月1日 - 开始办理货运业务[5]。
- 1919年12月30日 - 升级为普通站。
- 1950年6月30日 - 因朝鲜战争爆发，车站烧毁。
- 1957年7月18日 - 车站重新营业。
- 1967年1月20日 - 改为现在名称[6][4]。
- 2007年11月1日 - 货运业务停止办理[7][8]。

## 相鄰車站
韓國鐵道公社
湖南線
蘆嶺－白羊寺－安平